# Hearts That Strain
Hearts That Strain es el cuarto álbum de estudio de la carrera del cantante y compositor británico de indie Jake Bugg. Se estrenó el 1 de septiembre de 2017. El álbum fue grabado en Nashville, Estados Unidos.

## Lista de canciones
| N.º | Título                       | Duración |  |
| 1.  | «How Soon The Dawn»          |          |  |
| 2.  | «Southern Rain»              |          |  |
| 3.  | «In the Event of My Demise»  |          |  |
| 4.  | «This Time»                  |          |  |
| 5.  | «Waiting (feat. Noah Cyrus)» |          |  |
| 6.  | «The Man on Stage»           |          |  |
| 7.  | «Hearts That Strain»         |          |  |
| 8.  | «Burn Alone»                 |          |  |
| 9.  | «Indigo Blue»                |          |  |
| 10. | «Bigger Love»                |          |  |
| 11. | «Every Colour in the World»  |          |  |